# Fiat Panorama
Fiat Panorama — трёхдверный универсал на базе Fiat 147, который продавался в Южной Америке компанией Fiat. 

## История
Fiat Panorama был запущен в производство в Бразилии в марте 1980 года. По сути, это первый универсал малого класса, выпущенный в Бразилии.
«Привлекательностью» автомобиля считались экономия топлива. Длина составляла 3924 мм, что намного меньше бразильских универсалов. Чтобы увеличить места для сидения, запасное колесо находилось рядом с моторным отсеком.
Малая масса обеспечивала небольшой расход топлива. В 1986 году автомобиль был снят с производства.

## Особенности
Fiat Panorama оснащался двигателями объёмом 1048—1297 см3, мощностью 42—45 кВт (56—60 л. с.). Двигатели работали как на бензине, так и на этаноле.

## Галерея

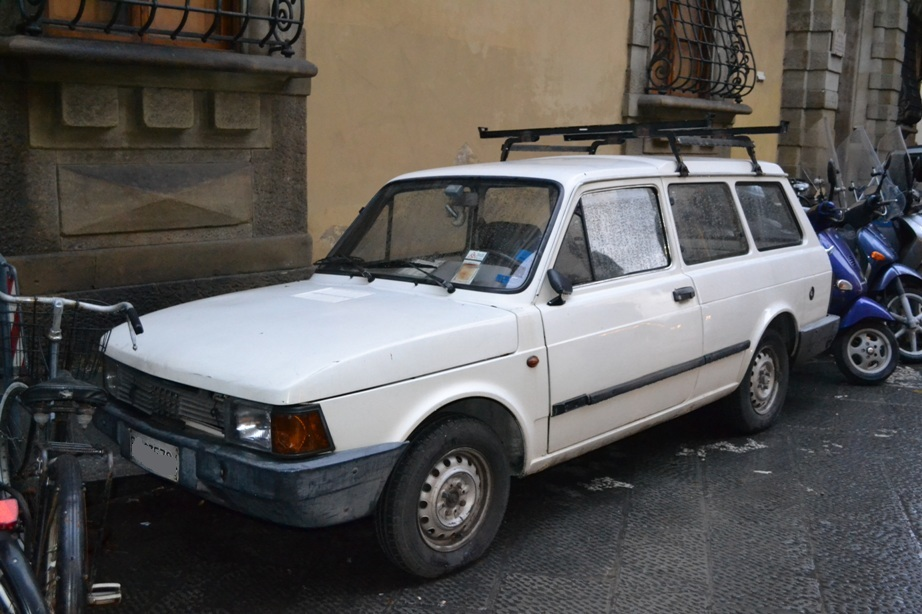
Вид спереди
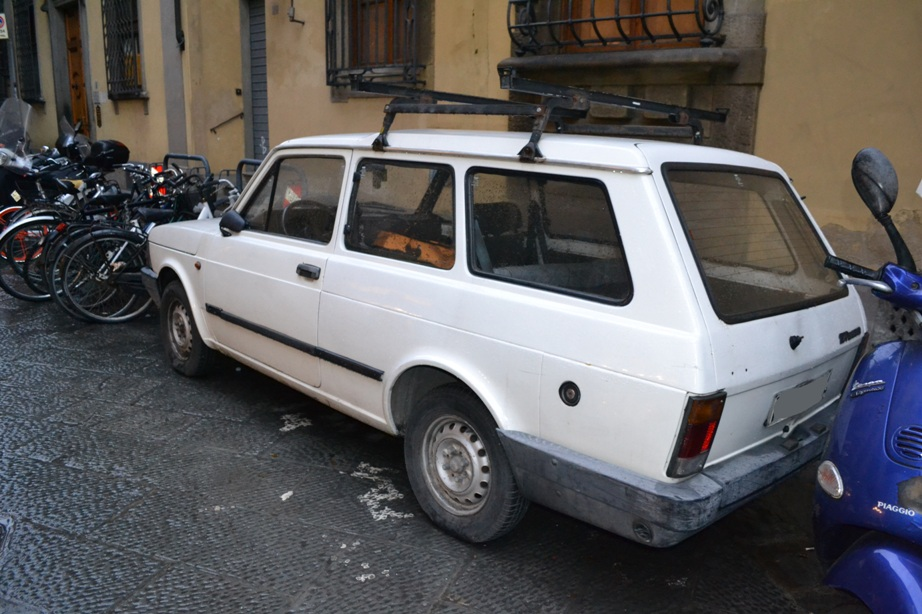
Вид сзади
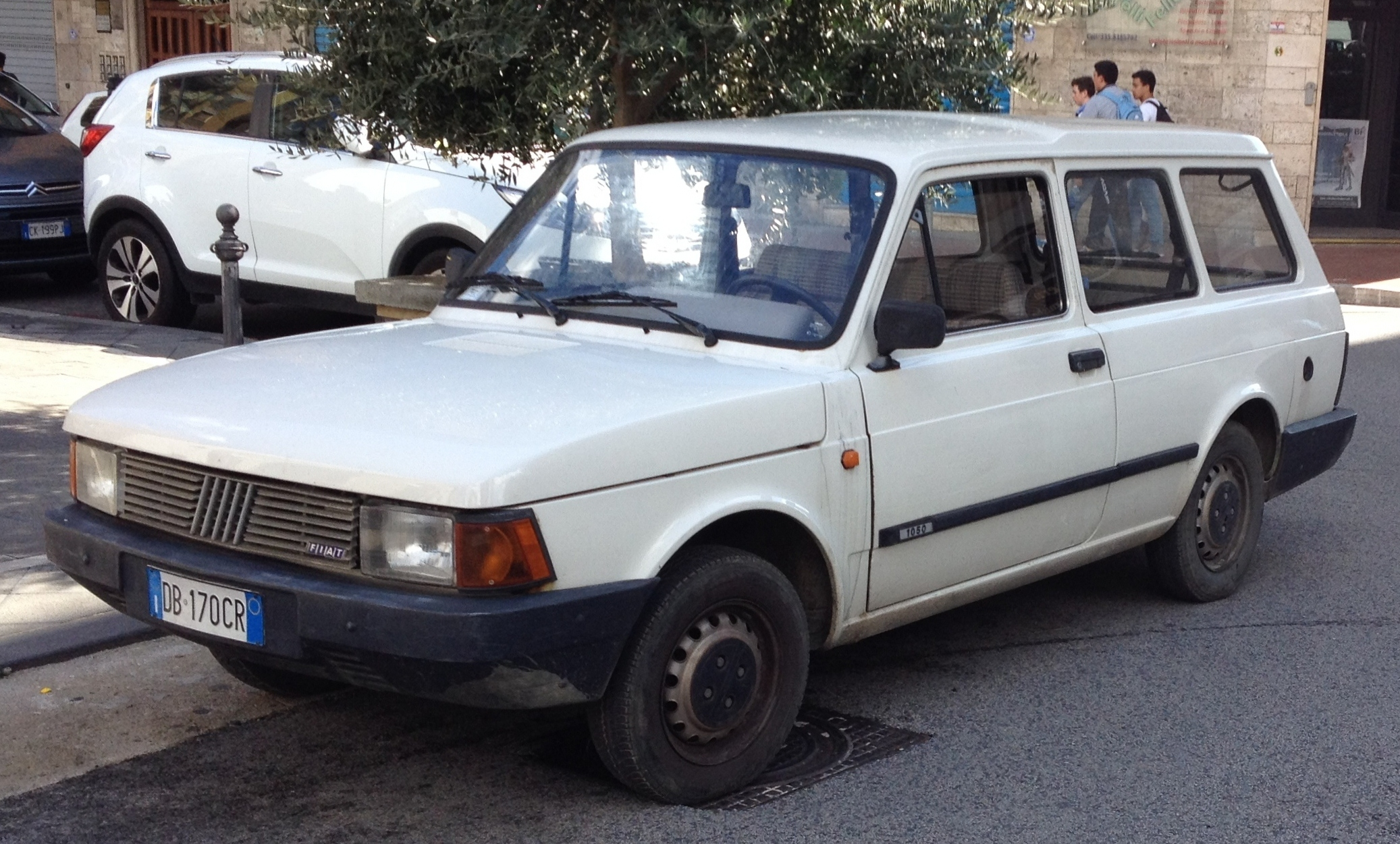
Fiat 127 Panorama
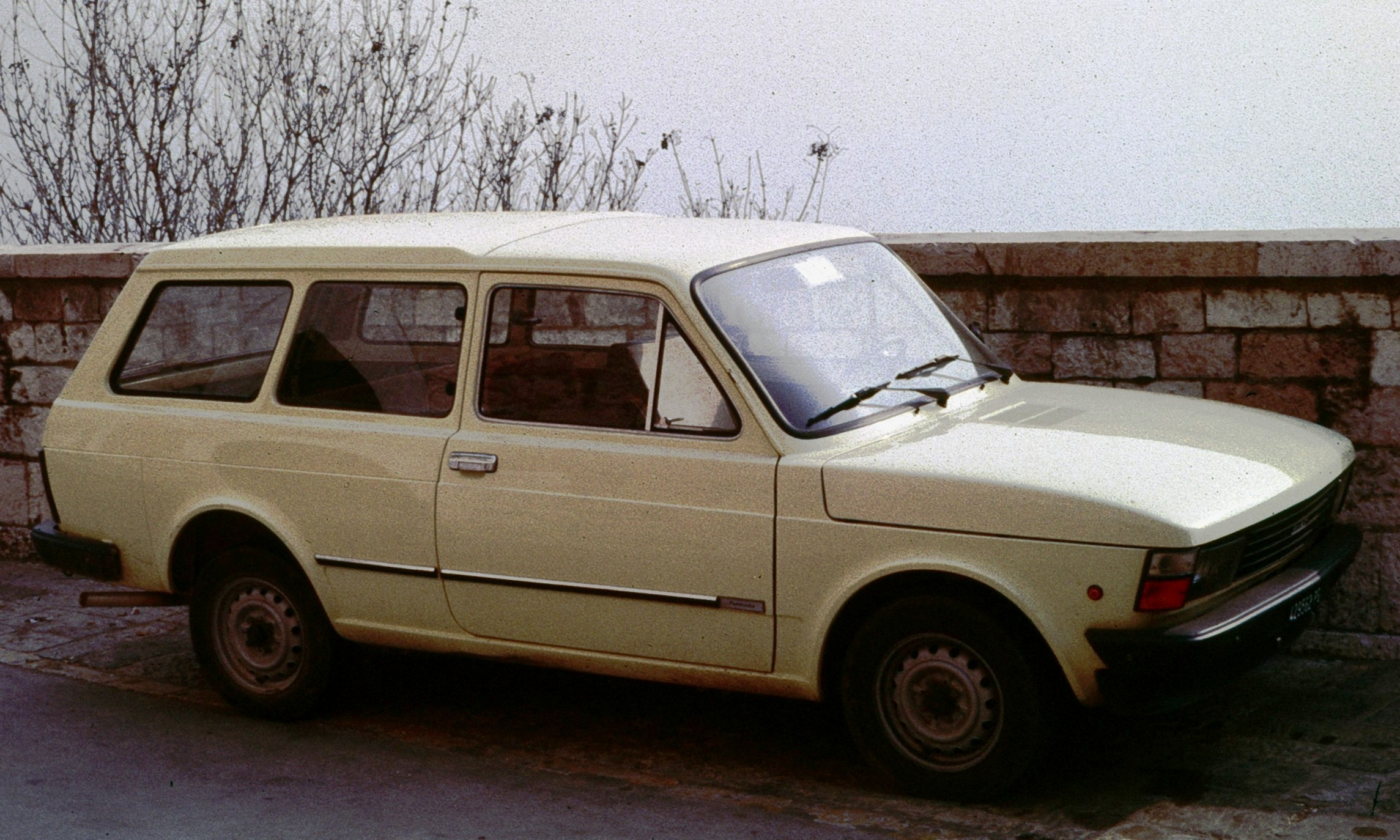
Fiat 127 Break